# Zapasy na Letnich Igrzyskach Olimpijskich 1964
Turniej zapasów na XVIII Igrzyskach Olimpijskich odbywał się w dniach od 11 października do 19 października 1964 roku na obiekcie Komazawa Gymnasium w Setagayi, Tokio.

## Styl wolny
| Kat. wagowa               |                    |                 |                         |
| ------------------------- | ------------------ | --------------- | ----------------------- |
| Waga musza (- 52 kg)      | Yoshikatsu Yoshida | Chang Chang-sun | Ali Akbar Hejdari       |
| Waga kogucia (- 57 kg)    | Yōjirō Uetake      | Hüseyin Akbaş   | Aydın İbrahimov         |
| Waga piórkowa (- 63 kg)   | Osamu Watanabe     | Stanczo Kolew   | Nodar Chochaszwili      |
| Waga lekka (- 70 kg)      | Enju Wyłczew       | Klaus Rost      | Iwao Horiuchi           |
| Waga półśrednia (- 78 kg) | İsmail Ogan        | Guram Sagaradze | Mohammad Ali Sanatkaran |
| Waga średnia (- 87 kg)    | Prodan Gardżew     | Hasan Güngör    | Dan Brand               |
| Waga półciężka (- 97 kg)  | Aleksandr Miedwied | Ahmet Ayık      | Said Mustafow           |
| Waga ciężka (+ 97 kg)     | Aleksandr Iwanicki | Lutwi Achmedow  | Hamit Kaplan            |

## Styl klasyczny
| Kat. wagowa               |                     |                     |                      |
| ------------------------- | ------------------- | ------------------- | -------------------- |
| Waga musza (- 52 kg)      | Tsutomu Hanahara    | Angeł Kerezow       | Dumitru Pârvulescu   |
| Waga kogucia (- 57 kg)    | Masamitsu Ichiguchi | Władłen Trostianski | Ion Cernea           |
| Waga piórkowa (- 63 kg)   | Imre Polyák         | Roman Rurua         | Branislav Martinović |
| Waga lekka (- 70 kg)      | Kazım Ayvaz         | Valeriu Bularca     | Dawit Gwanceladze    |
| Waga półśrednia (- 78 kg) | Anatolij Kolesow    | Kirił Petkow        | Bertil Nyström       |
| Waga średnia (- 87 kg)    | Branislav Simić     | Jiří Kormaník       | Lothar Metz          |
| Waga półciężka (- 97 kg)  | Bojan Radew         | Per Svensson        | Heinz Kiehl          |
| Waga ciężka (+ 97 kg)     | István Kozma        | Anatolij Roszczin   | Wilfried Dietrich    |

## Tabela medalowa
| Poz. | Państwo           |   |   |   | Łącznie |
| 1    | Japonia           | 5 | 0 | 1 | 6       |
| 2    | ZSRR              | 3 | 4 | 3 | 10      |
| 3    | Bułgaria          | 3 | 4 | 1 | 8       |
| 4    | Turcja            | 2 | 3 | 1 | 6       |
| 5    | Węgry             | 2 | 0 | 0 | 2       |
| 6    | Jugosławia        | 1 | 0 | 1 | 2       |
| 7    | Niemcy            | 0 | 1 | 3 | 4       |
| 8    | Rumunia           | 0 | 1 | 2 | 3       |
| 9    | Szwecja           | 0 | 1 | 1 | 2       |
| 10   | Korea Południowa  | 0 | 1 | 0 | 1       |
| 10   | Czechosłowacja    | 0 | 1 | 0 | 1       |
| 12   | Iran              | 0 | 0 | 2 | 2       |
| 13   | Stany Zjednoczone | 0 | 0 | 1 | 1       |